# Vlksice
Vlksice är en ort i Tjeckien.   Den ligger i regionen Södra Böhmen, i den centrala delen av landet, 70 km söder om huvudstaden Prag. Vlksice ligger 473 meter över havet och antalet invånare är 139.
Terrängen runt Vlksice är platt åt sydväst, men åt nordost är den kuperad. Vlksice ligger nere i en dal. Runt Vlksice är det ganska glesbefolkat, med 38 invånare per kvadratkilometer. Närmaste större samhälle är Tábor, 17,3 km öster om Vlksice. Omgivningarna runt Vlksice är en mosaik av jordbruksmark och naturlig växtlighet.